# تک‌شاخ‌ماهی پشت‌آبی
تک‌شاخ‌ماهی پشت‌آبی (نام علمی: Naso unicornis) نام یک گونه از سرده تک‌شاخ‌ماهی‌ها است.